# Lista de Membros Correspondentes da Academia Brasileira de Ciências Empossados em 1999
Esta lista contém os nomes dos membros correspondentes da Academia Brasileira de Ciências empossados em 1999. 
| Imagem | Nome                     | Datas de nascimento e falecimento         | Local de nascimento     | Área de especialização | Alma mater                              | Data de posse       | Conhecido por                                                     | Referências |
| ------ | ------------------------ | ----------------------------------------- | ----------------------- | ---------------------- | --------------------------------------- | ------------------- | ----------------------------------------------------------------- | ----------- |
|        | Alberto Antonio Boveris  | 29 de abril de 1940                       | Argentina               | Ciências Biológicas    | Universidade de Buenos Aires, Argentina | 28 de abril de 1999 |                                                                   | [ 2 ]       |
|        | David John Chivers       | 02 de abril de 1944                       |                         | Ciências Biológicas    |                                         | 28 de abril de 1999 |                                                                   | [ 3 ]       |
|        | Francisco José Barrantes | 13 de março de 1944                       | Buenos Aires, Argentina | Ciências Biológicas    |                                         | 28 de abril de 1999 |                                                                   | [ 4 ] [ 5 ] |
|        | Hector Norberto Torres   | 18 de outubro de 1935 02 de abril de 2011 |                         | Ciências Biológicas    |                                         | 28 de abril de 1999 | Foi orientado pelo Nobel de Química (1970), Luis Federico Leloir. | [ 6 ] [ 7 ] |
|        | James Alexander Ratter   | 15 de fevereiro de 1934                   |                         | Ciências Biológicas    |                                         | 28 de abril de 1999 |                                                                   | [ 8 ]       |
|        | Ramón Latorre de la Cruz | 29 de outubro de 1941                     | Santiago, Chile         | Ciências Biológicas    | Universidade do Chile, Chile            | 28 de abril de 1999 |                                                                   | [ 9 ]       |
|        | Roberto Docampo          | 03 de maio de 1949                        |                         | Ciências Biológicas    |                                         | 28 de abril de 1999 |                                                                   | [ 10 ]      |
|        | Russell Alan Mittermeier | 11 de agosto de 1949                      | Nova Iorque, EUA        | Ciências da Terra      | Dartmouth College, EUA                  | 28 de abril de 1999 |                                                                   | [ 11 ]      |